# Perezia eryngioides
Perezia eryngioides là một loài thực vật có hoa trong họ Cúc. Loài này được (Cabrera) Crisci & Martic. mô tả khoa học đầu tiên năm 1978.